# Jugva
A jugva (hangul: 유과, handzsa: 油菓, RR: yugwa) vagy jumilgva (hangul: 유밀과, handzsa: 蜜果, RR: yumilgwa) olyan koreai édességeket jelöl, melyeket dagasztanak vagy gyúrnak, majd olajban kisütnek. A ragacsos rizset két hétig erjesztik, majd megőrlik, párolják, dagasztják. Mézzel vagy gabonasziruppal keverve ujjnyi vastagságúra szabdalják és olajban kisütik. Ezt a fajta édességet már a Korjo (Goryeo)-korban is szívesen fogyasztották, azonban régen csak a jangban (yangban) családok engedhették meg maguknak, mivel a rizs és a méz is értékes alapanyagok voltak.